# Río Bodoquero
El río Bodoquero es uno de los más importantes ríos del municipio colombiano de Florencia en el departamento de Caquetá. Sirve como límite natural entre los municipios de  Florencia y Morelia.  

## Geografía
El Río Bodoquero nace en la Cordillera Oriental al suroeste de la cabecera municipal de Florencia. Sus aguas recorren el territorio en sentido noroeste a sureste, para finalmente desembocar en el río Orteguaza, cerca del municipio de Milán.